# Charakteristische Linie

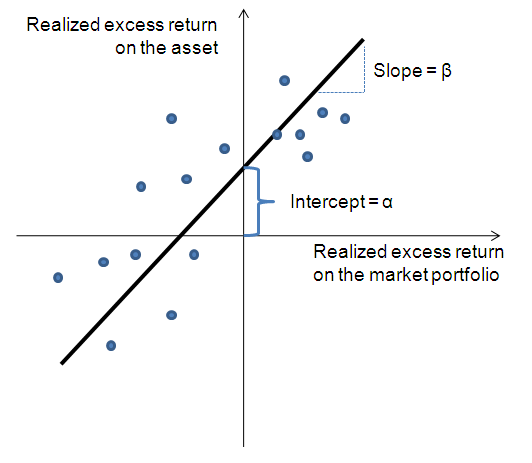
Charakteristische Linie
x-Achse: Rendite des Marktportfolios
Rendite einer Aktie

Die charakteristische Linie ist eine Regressionsgerade, die aus Vergangenheitswerten der Rendite einer Aktie und der Rendite des Marktportfolios (Capital Asset Pricing Model) abgeleitet wird. Die Steigung der charakteristischen Linie wird durch den Betafaktor (β-Faktor) ausgedrückt. Die charakteristische Linie einer Aktie zeigt die typische Reaktion ihrer Rendite in Abhängigkeit von der Marktentwicklung.

## Gleichung
mit
{\displaystyle R_{P}}: Erwartete Portfoliorendite
{\displaystyle R_{M}}: Erwartete Marktrendite
{\displaystyle \alpha _{P}}: Regressionskonstante / im Zeitablauf konstante Renditekomponente des Portfolios
{\displaystyle \beta _{P}}: Regressionskoeffizient / Anstieg der charakteristischen Linie / Sensitivität des Portfolios in Bezug auf Veränderungen der Marktrendite
{\displaystyle \epsilon _{P}}: Störterm

## Quelle
1. ↑  Wolfgang Breuer: Gabler Wirtschaftslexikon: charakteristische Linie. Abgerufen am 20. Juli 2011.